# Omurtag (Stadt)
Omurtag [omurˈtak] (bulgarisch Омуртаг) ist eine Stadt und Gemeinde im Oblast Targowischte in Ostbulgarien.

## Geographie
Die Stadt im östlichen Vorbalkan liegt an der Kreuzung der Verbindungen von der Hauptstadt Sofia über das 80 km westlich gelegene Weliko Tarnowo nach Warna und von Russe an der Grenze zu Rumänien über die 20 km nördlich gelegene Bezirkshauptstadt Targowischte nach Sliwen.

## Geschichte
Die Gegend ist von der Karanowo-Kultur geprägt und seit der Jungsteinzeit besiedelt.
Der Ort wird im 6. Jahrhundert unter Justinian I. befestigt und entwickelt sich später zu einem wichtigen Verkehrsknoten.
Ein türkischer Steuereintrag aus dem 17. Jahrhundert gilt als ältester schriftlicher Beleg der Stadt  unter dem Namen Osman Pasar.
Dieser hatte auch nach Gründung des Fürstentums Bulgarien Bestand.
1934 erhielt die Stadt ihren heutigen Namen zu Ehren des bulgarischen Khans Omurtag.

## Persönlichkeiten
- Alexandar Alexandrow (* 1951), Kosmonaut
- Daki Jordanow (1893–1978), Botaniker
- Wiktor Josifow (* 1985), Volleyballspieler
- Jiří Prošek (1847–1905), Freiheitsaktivist

## Städtepartnerschaften
Partnerstadt von Omurtag ist seit 2000 das türkische Osmangazi.